# 伊阿铁路
伊阿铁路原称伊伊铁路（伊敏－伊尔施铁路）、两伊铁路，位于内蒙古自治区东部，起自伊敏铁路伊敏站，至伊尔施南线路所与白阿铁路接轨。全长185.4公里。是内蒙古呼伦贝尔地区通向东北腹地的一条铁路捷径。也是伊敏煤田运输的通道。预留8个待建设车站。设计运能为每日开行旅客列车1对、货物列车22对，年货物到发总量1076万吨，年旅客发送量30万人。 
客运列车：现开行了哈局管内每日4180/4179海拉尔-阿尔山北、哈局跨局隔日K2122/2121海拉尔-长春两对列车

## 线路
单线铁路。线路等级为国铁II级。地处高寒山区，冻害严重。最小曲线半径800米，限制坡度6‰，内燃牵引，预留电化条件。到发线有效长850米。
全线桥隧总长211.34公里，桥隧比重达11.4％。桥28座，其中特大桥罕达盖桥桥墩最高达35米，全长1915.11米。隧道6座，最长的哈布特盖隧道最大埋深80米，全长3564米。

## 历史
1953年、1984年和1993年，铁道部三次对两伊铁路探勘测设。2003年9月，海拉尔市委托铁道部第三勘察设计院对两伊铁路进行了预可行性研究。
项目业主为2005年5月28日成立的呼伦贝尔两伊铁路有限责任公司，出资方为铁道部、华能呼伦贝尔能源开发有限责任公司、神华宝日希勒能源有限责任公司、内蒙古蒙东能源有限责任公司、北京能源投资（集团）有限责任公司5家，出资比例为41.3%、21%、14.22%、13.48%、10%。
2006年6月19日，国家发改委批复项目可研报告，铁道部和内蒙古自治区政府批复了项目初步设计，2006年8月28日，两伊铁路开工建设。总投资21.84亿元，其中项目资本金为7.644亿元。
2009年12月30日，在伊敏－伊尔施间开行55008次试运转列车，两伊铁路通车。
2010年2月26日，伊敏－伊尔施间开行39102次列车，伊敏－伊尔施铁路（伊阿线）正式运营。
2016年7月1日起陆续开通客运列车。